# 马里
17°N 4°W / 17°N 4°W
馬里，全名马里共和国（法語：République du Mali），是位於西非萨赫勒地区的内陆国家，北部地區北接阿尔及利亚、东接尼日尔、西面毛里塔尼亚，南部西接塞内加尔、西南接几内亚、南鄰布基纳法索和科特迪瓦，是西非面积第二大的国家。其北面國界深入撒哈拉沙漠腹地，人口主要集中在南部，尼日尔河和塞内加尔河皆源于此。马里過去被称作法属苏丹，其今日名稱源自马里帝国。

## 語源
馬利的國名取自馬利帝國，在曼丁哥語Mali的意思是「河馬」，後來又指「國王所居住的地方」。有一個民族傳說講述馬利帝國的開創者松迪亞塔，在桑卡拉尼河把自己變成一頭河馬。
另外一種說法認為馬利是富拉語對曼得民族（Mande）族名發音的音轉。

## 历史
历史上在萨赫勒地带（包括今天的马里）有过一系列帝国，其中包括加纳帝国、马里帝国和桑海帝国等。廷巴克图是这些帝国在跨撒哈拉贸易中的一个关键城市和学术中心。1591年桑海帝国受摩洛哥入侵不断虚弱下来。
从1880年开始法国入侵马里。法国殖民地法属苏丹还包括马里周边的国家。1959年初，马里与塞内加尔组成马里联邦。1960年6月20日马里联邦从法国独立，数月后塞内加尔退出联邦。同年9月22日在莫迪博·凯塔领导下马里共和国退出法兰西共同体。
从其独立到1991年一系列独裁者统治马里。1991年的反政府抗议导致政变、一个过渡政府和一部新宪法。1992年阿尔法·乌马尔·科纳雷在马里第一次多党派、民主选举中当选为总统，1997年他再次当选。他加强政治和经济的改革和打击贪污。
2002年，阿马杜·图马尼·杜尔当任马里总统，杜尔在1991年的民主运动中是一个关键人物。2007年4月29日，举行总统选举。杜尔连任。
2012年1月，圖瓦雷克人在北方發動武裝叛亂，马里北部冲突開始。2012年3月21日，一批士兵在首都巴馬科发动政变，推翻杜尔，宣布中止宪法、解散国家机构。在国际社会压力下，政变军人4月6日与西非国家经济共同体签署协议，同意交权，由国民议会议长出任临时总统。4月8日杜尔辞职。在南方局勢不明的時候，圖阿雷格分離主義者在伊斯蘭激進分子幫助下趁機控制了馬里北部地區。稍後強硬派伊斯蘭激進分子撃敗圖阿雷格分離主義者，控制了馬里北部。2013年1月，伊斯蘭反政府武裝向南方進軍，法國發動藪貓行動，出兵協助馬里政府作戰，迅速收復北方所有主要城市。
2020年8月18日，马里發生軍事政變，總統易卜拉欣·布巴卡尔·凯塔與總理布布·西塞遭叛軍扣留。總統宣佈辭職並解散議會。9月由前國防部長恩多（Bah N'Daw）接任臨時總統
2021年5月24日二度政變，臨時總統恩多（Bah N'Daw）遭軍政府領導人戈伊塔逮捕，戈伊塔宣布就任臨時總統。2022年1月9日，西非國家經濟共同體會員國同意關閉與馬利接壤邊界，並實行一系列的經濟制裁。

## 政治
《马里共和国宪法》规定马里为一个多党制民主共和国，唯独基于民族、宗教信仰、地区或性别而成立的党派被禁止。国家立法机关是国民议会，2020年马里政变前国会有147名成员。国会议员按各地区人口数目制定。政府执政期为5年。

## 行政区划
馬利行政區劃一級為地區（Region），二級為省或環（Cercle），三級為市鎮（Commune），至2016年止，共有1首都區，10個地區，58個省，市鎮703個。马里地區：
- 巴马科（Bamako，首都区）
- 贾欧区域（Gao）
- 卡伊地区（Kayes）
- 基达尔地区（Kidal）
- 库里克罗地区（Koulikoro）
- 莫普提地区（Mopti）
- 塞古地区（Ségou）
- 锡加索地区（Sikasso）
- 通布图地区（Tombouctou，Timbuktu）
- 梅納卡地區（Ménaka）
- 陶陶尼特地區（Taoudénit）

## 地理

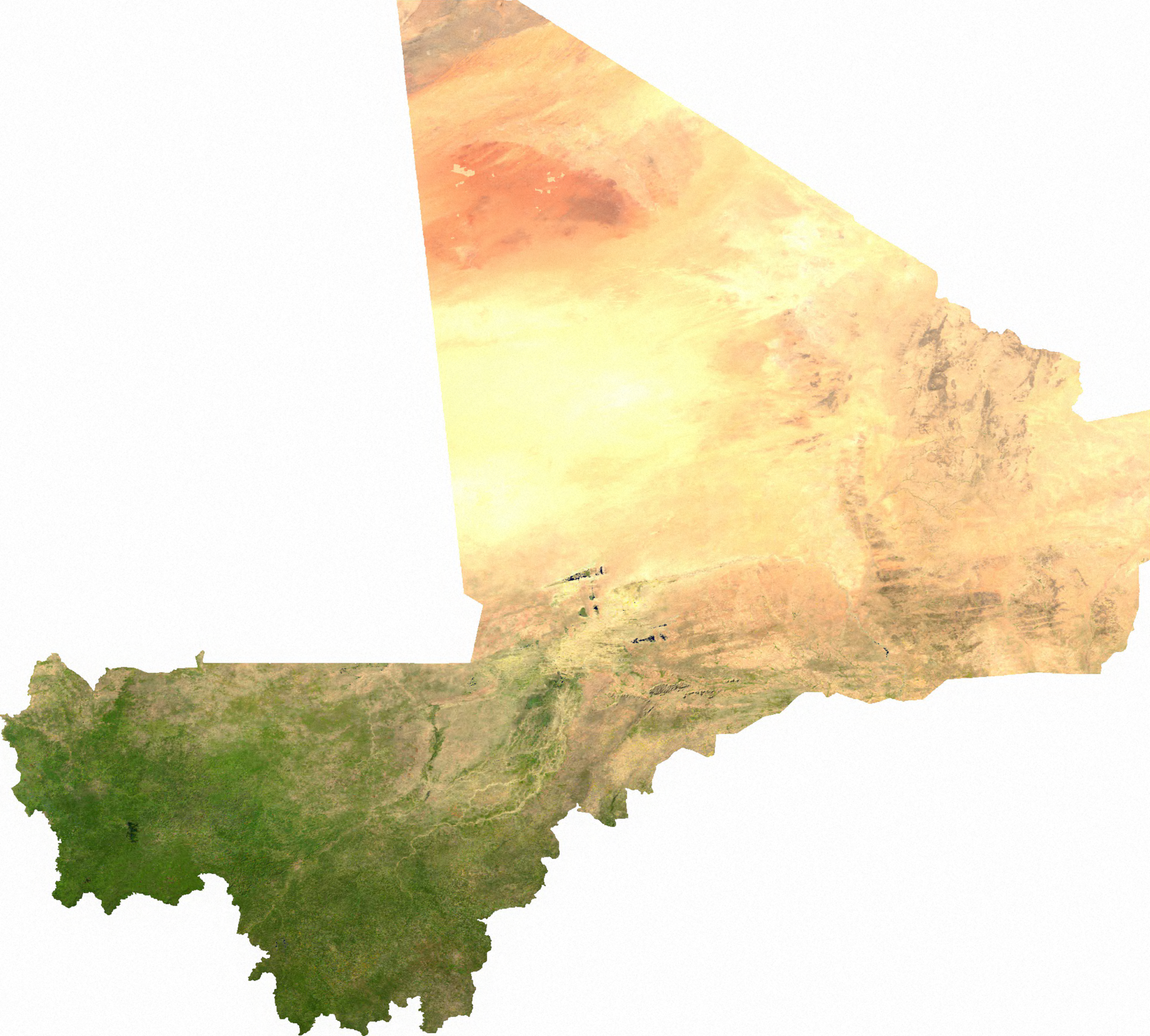
马里

马里大部分为海拔约300米的台地，最东部和西部有一些砂岩低山和陡崖，最高点海拔833米；北部属于撒哈拉沙漠，中、南部为热带半沙漠和草原。
马里约一半的面积是沙漠或半沙漠。北部从阿尔及利亚伸入的阿哈加尔山脉形成一个高地。南部和中部是尼日尔河宽广的低地。
马里的气候从热带温暖的气候一直到撒哈拉沙漠的沙漠气候。南部年降雨量可达1000毫米，北部有些地方终年不雨。南部是潮湿的草原，向北演变成灌木草原、半沙漠和沙漠。

### 重要城镇

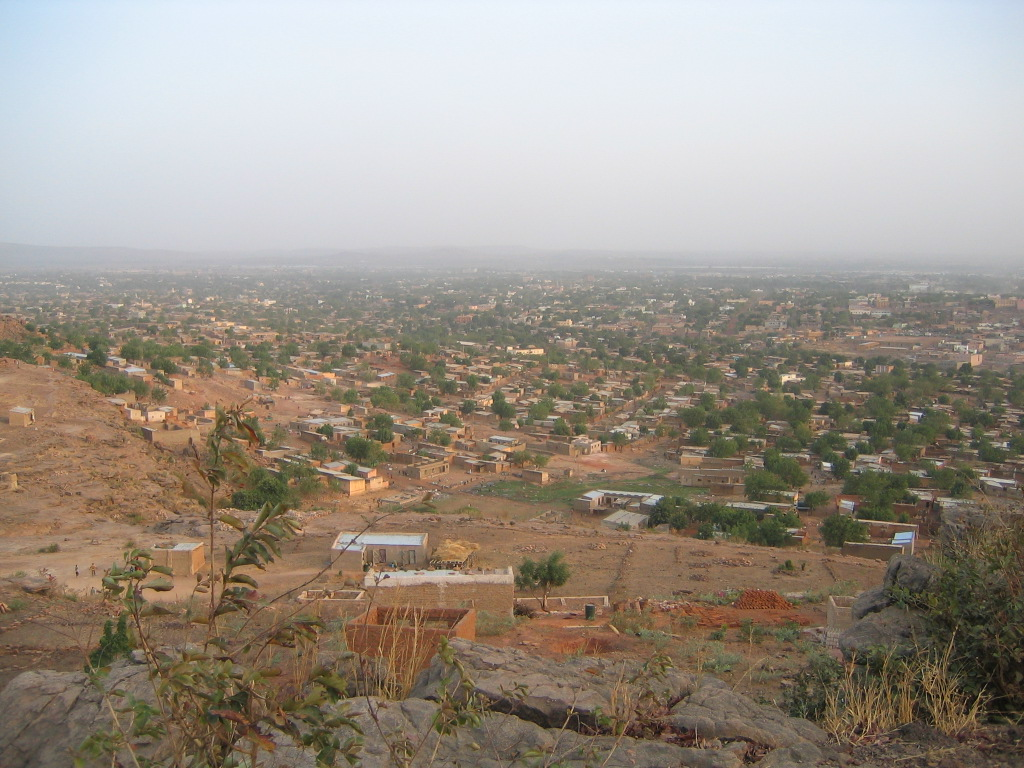
遠眺首都巴馬科

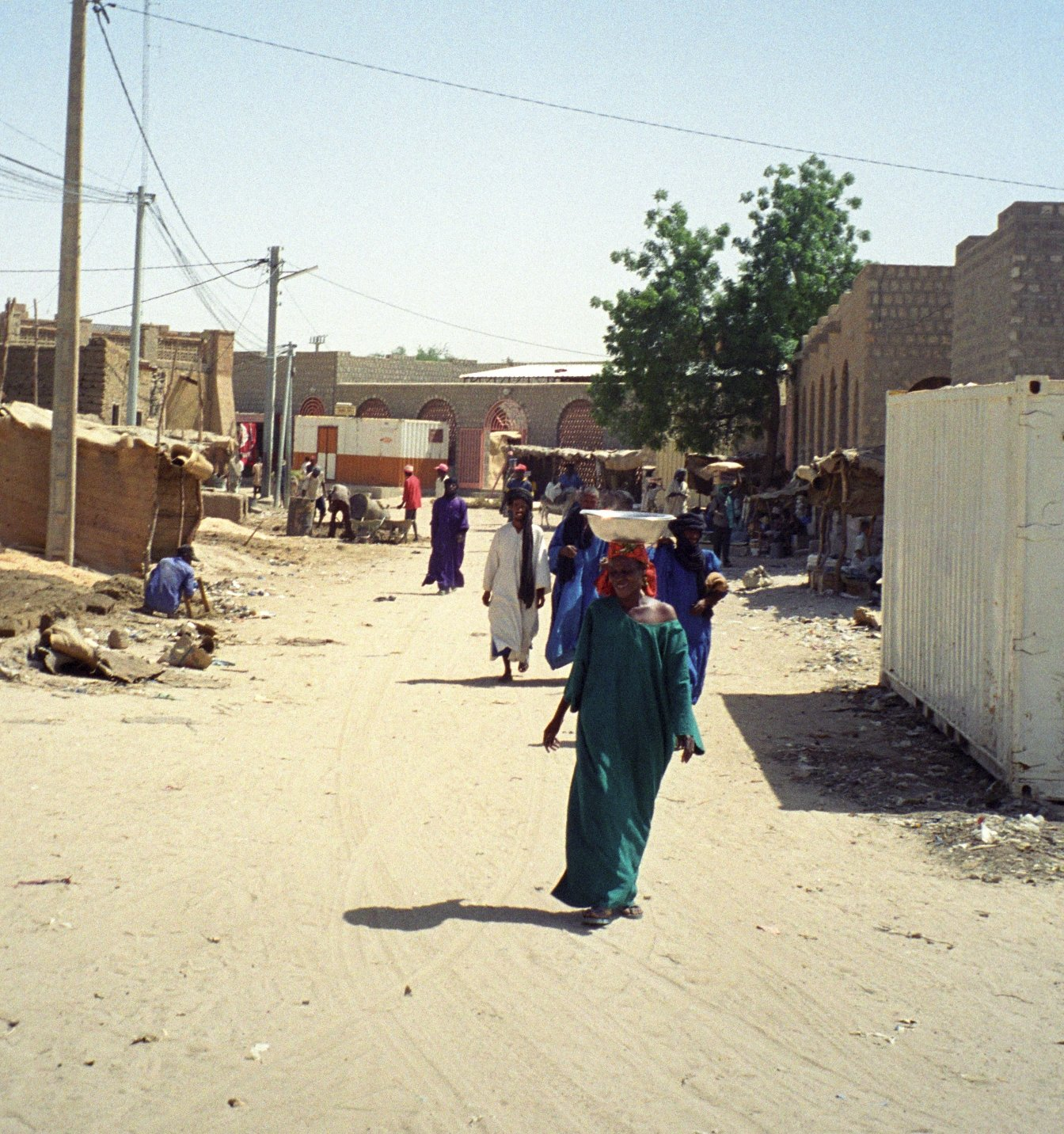
廷巴克圖居民

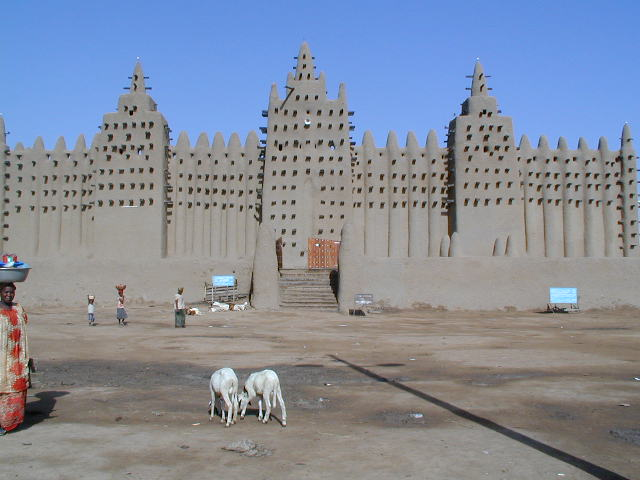
傑內大清真寺

- 巴馬科（Bamako），國都
- 卡伊（Kayes）
- 库里克罗（Koulikoro）
- 锡加索（Sikasso）
- 塞古（SEGOU）
- 莫普提（Mopti）
- 廷巴克图（Tombouctou）
- 加奥（Gao）
- 基达尔（Kidal）
- 桑（San）
- 傑內

## 居民
马里有约20个不同的民族，其中人数最多的是班巴拉人。这些不同的民族的语言和文化各不相同，但是和平共处。东北部苏丹地区的居民很早就与北非的穆斯林交往，大多数信仰伊斯兰教。同时国内也有许多非洲传统的信仰。马里非常重视它多种的文化历史。
马里人约只有三分之二的人口有干净的水源。平均期望寿命为58歲。人均国民收入有192欧元。
过去，法语是该国的官方语言，但许多马里人将法语看作外语，马里有许多民族语言，大多数马里人懂多种民族语言。在教育能力上，根據2010年時的統計超過15歲的人口中僅有31.1%可以讀寫，受過教育的馬利人還是以男性居多，佔了男性人口比例的43.4%，相比之下女性僅有20.3%。
在马里北部过去经常发生圖瓦雷克人的独立运动。2012年4月6日，阿扎瓦德民族解放运动声称完全控制了其主张的国土，并宣布阿扎瓦德独立。
人口分布要受到自然环境的影响，对于马里来讲，亦是如此。
从地形来看，马里北部为广大沙漠，中部和南部为平原和台地。
从气候来看，马里由北向南分为热带沙漠、热带草原和热带雨林3种气候区域。
也就是说马里人口多分布在南部，从自然环境来讲，这里相对降水丰富一些。

## 宗教
90%的人信仰伊斯兰教，5%的人信仰拜物教，5%的人信仰基督教。其他伊斯兰教国家对马里的经济有一定的支持。

## 经济
縱使馬里在近十多年間，每一年都擁有著5%以上的GDP增幅，不過馬里目前仍然屬於最不發達國家之一，2018年馬里的人均收入(國際匯率)只有約900美元。該國經濟支柱為農業，較少工業。在農業上，农用地佔了全國面積的2%，同时80%的劳动力在农业工作。在尼日尔河和塞内加尔河流域以及在南方多雨地区农业用地非常密集。种植物有花生、玉米、高粱和棉花等。其中棉花是马里的支柱产业，第二大出口产品，2017年马里棉花产量居撒哈拉以南非洲国家之首，占马里国内生产总值的8%，棉花产业从业人口约450万。
马里还是非洲第四大黄金出口国，黄金探明储量达900吨，黄金还是马里第一大出口产品，2018年黄金产量约61吨，金矿出口额占2018年马里出口总额的44%。
马里的工业较为薄弱。2020年，马里工业年产值占国内生产总值的19.5%。主要产业有食品加工、出版印刷、纺织、建筑材料等。
北方由于干旱收获不能获得保证，但由于人口增加所造成的压力到年降雨量200毫米的地方也有很多农田，主要作物是小麦和绿色饲料。
近年，馬里開始出口水果到西歐製作果汁，諸如：芒果、薑、洛神花等。

## 軍事
马里與布吉納法索、尼日尔的軍政府代表，在2023年9月16日簽署名為《薩赫勒國家聯盟》協議，宣布三國只要其中一國遭受襲擊，其他兩國就會提供包括軍事援助在內等各項援助。

## 外部連按
- （英文）馬利駐美國大使館 （页面存档备份，存于）
- 中华人民共和国驻马里共和国大使馆经济商务參贊处 （页面存档备份，存于）
- （英文） 維基媒體的马里共和国地圖集
- OpenStreetMap上有關马里的地理
- 维基导游上有關马里的旅行指南